# Zaviralci ciklooksigenaze
Zaviralci (inhibitorji) ciklooksigenaze zavirajo sintezo ciklooksigenaze (COX). Ciklooksigenaza je encim, ki katalizira sintezo prostanoidov (prostaglandini, prostaciklin in tromboksan), to so sekundarni obveščevalci, ki med drugim sodelujejo tudi pri vnetnih in vročinskih stanjih. Nesteroidna zdravila – NSAID (aspirin, ibuprofen ...) so zaviralci COX, torej nižajo povišano telesno temperaturo, lajšajo bolečine, uporabljamo jih v zdravljenju revmatoidnega artritisa, osteoartroze in ostalih vnetnih obolenj.
Obstajata dve različni ciklooksigenazi – izoencima: COX-1 in COX-2. 

## Sinteza prostaglandinov, COX-1, COX-2 ter COX-3
Prostanglandini (PG) so končni produkt presnove maščobnih kislin preko COX. Prekurzor je arahidonska kislina (AA), ki je sestavni del celične membrane. Po sprostitvi iz membrane s fosfolipazo A2 se z delovanjem ciklooksigenaze, lipooksigenaze (LOX) in citokroma P450 pretvori v različne lipidne posrednike (mediatorje). COX katalizira oksidacijo arahidonske kisline v prostaglandin G2 (PGG2), nato pa ga peroksidaza (POX) reducira v PGH2. Ta je nato na različne načine pretvorjen  v končne produkte, ki služijo kot sekundarni prenašalci signalov. Med njimi sta tudi prostaciklin (PGI2) in tromboksan A2 (TxA2). 

### Konstitutivna in inducibilna COX
COX-1 in COX-2 se nahajata na membrani endoplazemskega retikuluma in na jedrni membrani. Na prvi pogled sta si zelo podobni, vendar so med njima določene razlike.
COX-1 je konstitutivna ciklooksigenaza, kar pomeni, da v telesu ves čas nastaja - v telesu je ves čas določen nivo COX-1. Izraža se v endoteliju, v monocitih, trombocitih ter ledvičnih (renalnih) tubulih. Študije kažejo, da naj bi se preko COX-1 sintetiziral predvsem TxA2.
COX-2 se izraža predvsem inducibilno, deloma tudi konstitutivno. Inducibilna COX-2 ne nastaja ves čas, temveč samo ob vnetju. Njeno delovanje tako aktivirajo različni posredniki vnetja (npr. lipopolisaharidi, interlevkin-1 in dejavnik tumorske nekroze alfa, TNFα). Takrat COX-2 katalizira sintezo PGE2 in PGI2. Inducibilno se COX-2 izraža v celicah žilnega endotelija, osteoklastih, monocitih in makrofagih. COX-2, ki se izraža konstitutivno, ima specifično funkcijo pri razmnoževanju, fiziologiji ledvic, kostni resorpciji in prenosu signala.
COX-1 in COX-2 se razlikujeta tudi v dostopu do aktivnega mesta, ki je pri COX-1 delno blokiran. To pomeni, da so molekule, ki delujejo specifično inhibitorno na COX-2, lahko večje molekule, ki nimajo dostopa do aktivnega mesta COX-1.

### COX-3
Leta 2002 so pri psih odkrili nov izomer COX-1 in ga poimenovali COX-3. Znan analgetik in antipiretik paracetamol, ki povzroči šibko inhibicijo COX-1 in COX-2, močno inhibira COX-3. Znanstveniki so sprva odkritje sprejeli z navdušenjem, saj naj bi bila COX-3 nova tarča protivnetnih zdravil, ki ne bi imela stranskih učinkov (na prebavila in srčnožilni sistem), ki spremljajo inhibicijo COX-2 in COX-1. Kasneje so ugotovili, da ima človeški COX-3 popolnoma drugačno zaporedje aminokislin kot COX-2 in COX-1 in posledično nima ciklooksigenazne aktivnosti.

## Inhibitorji ciklooksigenaz – zdravila
Poznamo neselektivne inhibitorje ciklooksigenaz (NSAID), ki inhibirajo vse izomerne oblike, ter selektivne inhibitorje, ki inhibirajo COX-2 (koksibi). Nastanek prostanglandinov PGE2 in PGI2, ki spodbujata vnetni odgovor, katalizira COX-2. Zato je inhibicija COX-2 pri vnetnem odzivu zaželena, saj deluje protivnetno, protibolečinsko in antipiretično (znižuje povišano telesno temperaturo). 
Tako poznamo NSAID, ki popolnoma inhibirajo obe izomeri (zdravila: aspirin, ibuprofen, diklofenak, indometacin, naproksen, piroksikam ...), NSAID, ki inhibirajo COX-2 z nizko selektivnostjo (zdravila: etodolak, nimesulid, celekoksib, meloksikam) ter NSAID, ki inhibirajo COX-2 z visoko selektivnostjo (zdravila: rofekoksib, NS-398). Obstajajo tudi NSAID, ki inhibirajo oba izomera, ampak je inhibicija šibka (zdravila: nabumetom, sulfasalazin, 5-aminosalicilna kislina, natrijev salicitat).
Problem pri daljši uporabi NSAID so škodljivi učinki na prebavila.

### Aspirin
Med  najbolj znanimi in uporabljanimi NSAID je aspirin, ki ireverzibilno inhibira COX-1 v trombocitih, tako da acetilira njihov serinski preostanek. S tem inhibira sintezo tromboksanov in  preprečuje strjevanje krvi. V nizkih odmerkih deluje pozitivno, saj ščiti bolnike pred ishemičnimi dogodki in se zato zelo pogosto uporablja za preprečevanje srčnožilnih (kardiovaskularnih) bolezni. Tako je potrebna previdnost pri odmerjanju aspirina, saj večji odmerki inhibirajo tudi endotelijski COX-2. S tem je inhibirano tudi nastajanje prostaciklinov, kar pa ugoden učinek aspirina izniči.

### Rofekoksib (Vioxx)
Rofekoksib (Vioxx) je nesteroidno protivnetno zdravilo (NSAID), ki inhibira COX-2 z visoko selektivnostjo. S trga je umaknjen od leta 2004. Uporabljali so ga za zdravljenje osteoartritisa in akutnih bolečinskih stanj, njegova uporaba je bila zelo razširjena. Umaknili so ga zaradi povišane možnosti srčnega napada in kapi. V petih letih je doživelo srčni napad med 88.000 in 140.000 bolnikov, ki so jemali zdravilo Vioxx.

## Vnetni odziv
Med vnetnim odgovorom se aktivnost COX-1 ne poveča, saj katalizira sintezo TxA2, ki povzroča vazokonstrikcijo (pokrčenje žil) in agregacijo trombocitov, kar pri vnetju ni ugodno. COX-2 sproži sintezo prostaglandinov E2 in I2, ki povečata obseg vnetja, katerega katerega inducirajo drugi mediatorji vnetja (histamin, bradikinin), ki pripeljejo do povečane prepustnosti žil in edema. Povečano izražanje COX-2 je bilo dokazano pri bolnikih s kroničnimi vnetnimi obolenji: revmatoidni artritis, gastritis, ulcerozni kolitis, Chronova bolezen. PGE2 povzroči sintezo bolečinskih receptorjev, kar posledično vodi do povečane občutljivosti na bolečino. Tako je končni rezultat vnetja oteklina, rdečica in bolečina. Uporaba NSAID zmanjša produkcijo COX-2, s tem pa tudi vnetje.

## Prebavila
Homeostaza želodčne sluznice je vzdrževana tako, da ohranja ravnotežje med agresivnimi (HCl, pepsin) in zaščitnimi dejavniki. Ko agresivni dejavniki prevladajo nad zaščitnimi, pride do poškodb želodčne sluznice v obliki razjed (ran na želodcu). Homeostazo vzdržujejo tudi konstitutivne COX-1, ki so v želodcu aktivnejše od COX-2. COX-1 omogočijo sintezo PGE2 in PGI2, ki imata pomembno vlogo pri zaščiti želodčne in dvanajstnikove mukoze. Prostaglandini ščitijo prebavila pred škodljivimi spojinami (alkohol, kisline, aspirin, NSAID, žolčne kisline). Sluznico zaščitijo tako, da stimulirajo izločanje HCO3- (ti nato vežejo protone od kisline), stimulirajo izločanje sluzi, pospešijo proliferacijo epitelija in, kar je najpomembnejše, vzdržujejo oskrbo želodčne stene s krvjo. Do problema pride, če pacient jemlje zdravila, ki inhibirajo COX-1 (npr. aspirin), saj to pomeni, da je zmanjšana sinteza prostaglandinov in so tako možne poškodbe prebavil večje. Aspirin in ostali NSAID pa poškodujejo želodčno sluznico tudi neposredno, saj poškodujejo epitelij ter zvišajo prepustnost celične membrane za Na+ in H+ ione, kar sproži zmanjšanje razlike membranskih potencialov ter tako oslabijo stabilnost membrane.
Zdravila, ki inhibirajo COX-2, ohranijo protivnetne lastnosti, ki jih omogočajo COX-1, in poškodba želodčne sluznice je tako zmanjšana. Vendar pa je konstitutivnega COX-2 udeležena pri celjenju razjed na želodcu in se poškodbe želodčne sluznice po jemanju zaviralcev COX-2 težko popravljajo. 
Klinične študije kažejo, da je jemanje NSAID za časovno krajše terapije sprejemljivo, pri daljših terapijah pa je zaradi zgoraj naštetih neželenih učinkov ustreznost že vprašljiva.

## Ledvice
Prostaglandini v ledvicah uravnavajo žilni tonus in pretočnost žil, kar pomeni, da imajo glavno vlogo vzdrževalca ledvičnih funkcij. Klinične študije so pokazale, da ima pri tem primarno vlogo PGE2. Konstitutivna COX-1 je stalno prisotna v žilnem endoteliju, zbiralnih kanalih in vzpenjajočem delu Henlejeve zanke, medtem ko je manjša količina konstitutivne COX-2 prisotna v maculi densi in intersticijskih celicah ledvične papile. COX-2 je vključena tudi v normalni ledvični razvoj. 
Selektivna inhibicija COX-2 povzroča vazokonstrikcijo arteriol in s tem zadrževanje vode, kalija in natrija v telesu. Posledica so edemi, ki lahko posredno vodijo do povišanega krvnega tlaka. Inhibicijo COX-1 pa povezujejo z zmanjšano glomerulno filtracijo in tako z okvarjeno funkcijo ledvic.

## Srce in ožilje
Konstitutivna COX-1 v trombocitih katalizira sintezo TxA2. TxA2 je vazokonstriktor ter odgovoren za agregacijo trombocitov. COX-2 nasprotno katalizira sintezo PGI2, ki ima vlogo vazodilatatorja in zaviralca agregacije trombocitov. 
V normalnem stanju je količina TxA2 in PGI2 v ravnovesju, ne prihaja do tromboz (več TxA2) in niti do redčenja krvi (več PGI2).
Zaviralci COX-2 povečajo vsebnost TxA2, saj zavrejo sintezo PGI2, torej povečajo nevarnost za nastanek tromboze. Ker je TxA2 tudi vazokonstriktor, je pri uporabi zaviralcev COX-2 lahko prisoten tudi povišan krvni tlak. Vse to pa vodi do večje nevarnosti srčnega infarkta.
Aspirin ireverzibilno inhibira COX-1, zavira sintezo TxA2 in tako zmanjšuje možnost nastanka krvnega strdka (tromboze), ter posledično srčnega infarkta. Zato se aspirin v manjših odmerkih uporablja pri pacientih, pri katerih bi radi preprečili možni srčni infarkt.

## Osrednje živčevje
Odkar Alzheimerjevo bolezen povezujemo z vnetjem možganov, se je pojavila nova možnost zdravljenja te bolezni – z NSAID. Najbolj smiselno zdravilo bi bil selektivni zaviralec COX-2. Vendar pa so pri raziskavah prišli do nasprotujočih si rezultatov. Pri eni študiji selektivni zaviralec COX-2 ni upočasnil napredovanja Alzheimerjeve bolezni, pri drugi študiji pa je izboljšal sinaptično plastičnost in izboljšal spomin. Selektivne zaviralce COX-2 bi načeloma lahko uporabljali v terapiji Alzheimerjeve bolezni, saj bi zavirala sintezo PGE2 v sinapsah, vnetje pa bi se zmanjšalo. Vendar je uporaba tovrstnih zdravil vprašljiva, zaradi neželenega učinka na kardiovaskularni sistem.
Parkinsonova bolezen je nevrodegenerativna bolezen, kar pomeni, da propada živčevje. Pri tem odsotnost dopaminskega prenašanja (dopamin je odgovoren za prenos signala po živcih) vodi v togost, počasno odzivanje in motoriko, na koncu pa v smrt. Napredovanje Parkinsonove bolezni vodi v vnetje, ta pa ponuja možnost zdravljenja z NSAID. Študije na miših so namreč pokazale, da ima COX-2 pomembno vlogo pri degeneraciji dopaminergičnih nevronov. Tako bi s selektivnimi inhibitorji COX-2 lahko preprečili, oziroma upočasnili degeneracijo dopaminergičnih nevronov.    

## Rak
Ugotovili so, da NSAID izkazujejo tudi protirakavo aktivnost. Študije so pokazale, da se COX-2 izraža v velikih količinah v najrazličnejših rakavih tkivih: prsih, debelem črevesu, prostati, trebušni slinavki. Tako so bili zaviralci COX-2 tarča številnih raziskav. V rakavi celici prisotna COX-2 poruši adhezijo celic, zavira apoptozo in inducira angiogenezo, ki skrbi za oskrbo tumorja s hranilnimi snovmi. Celekoksib, selektivni zaviralec COX-2, inducira apoptozo rakavih celic prostate, v katerih je izražen COX-2, tako da blokira aktivacijo kinaze Akt. Drugi mehanizem selektivnih inhibitorjev COX-2 za preprečevanje tumorske rasti pa je preprečevanje nastajanja novih krvnih žil v tumorjih (antiangiogenska aktivnost). Zdravljenje raka z inhibitorji COX-2 (rofekoksib, celekoksib) ni sprejeto, saj ima neželene stranske učinke na kardiovaskularni sistem.